# Ojtirka
Ojtirka (en ucraniano: Охтирка, romanizado: Ojtyrka; en ruso: Ахтырка, romanizado: Ajtirka) es una ciudad ucraniana perteneciente al óblast de Sumy. Situada en el norte del país, es centro del raión de Ojtirka y del municipio (hromada) homónimo.

## Toponimia
El nombre de la ciudad proviene de raíces turcas, y una de varias hipótesis es que el río Ojtirka, que atraviesa la ciudad, dio su nombre al asentamiento, ya que es muy similar al término turco para "río lento". El 8 de diciembre de 1966, la ciudad pasó a llamarse con su actual nombre ucraniano Ojtirka anteriormente se llamaba Ajtyrka (en ucraniano: Ахтиркa, romanizado: Ajtyrka).

## Geografía
Ojtirka está ubicada en el óblast de Sumy, en el norte del país.

## Historia
En este lugar existió un asentamiento eslavo desde la época del Rus de Kiev y fue destruido por los tártaros alrededor de 1240. 
El 29 de marzo de 1641, las tropas polacas construyeron una fortaleza en el monte Ojtir para proteger las fronteras orientales de la Mancomunidad polaco-lituana de los tártaros. En 1654, los monjes del monasterio de Lebedyn, que habían huido allí de la represión católica, fundaron en la ciudad el monasterio ortodoxo de la Santísima Trinidad. En 1655, como resultado de la secesión del estado cosaco de Polonia-Lituania, el lugar recibió su propio grupo cosaco. Con la incorporación del estado cosaco al Imperio ruso, Ojtirka obtuvo derechos de ciudad en 1703.
En 1654, los monjes del monasterio de Lebedýn, que habían huido allí de la represión católica, fundaron en la ciudad el monasterio ortodoxo de la Santísima Trinidad. En 1655, como resultado de la secesión del estado cosaco, el lugar recibió su propio grupo cosaco. 
Con la incorporación del estado cosaco al Imperio ruso, Ojtirka obtuvo derechos de ciudad en 1703. El monasterio creció significativamente gracias a las donaciones de los zares Alejo I y Pedro el Grande. Aproximadamente desde 1720, la rica ciudad de Trostianéts estuvo bajo su control. Ojtirka fue inicialmente la capital de la gobernación de Ucrania Libre, pero luego pasó a formar parte de la gobernación de Járkov como el centro administrativo del uyezd de Ojtirka. En 1709, los cosacos de la ciudad lucharon en la batalla de Poltava del lado del Imperio ruso. Desde principios del siglo XVIII, además de su importancia militar y religiosa, también aumentó su importancia como centro comercial y productivo. Particularmente relevante fue el procesamiento del tabaco en las fábricas, siendo este lugar el primero en el Imperio ruso en 1718.
En 1765, por instigación de Catalina II, el cuerpo cosaco se convirtió en una unidad de húsares, en la que sirvieron Aleksandr Aliábiev o Mijaíl Lérmontov. Después de que Catalina II ordenara el cierre y destrucción del monasterio, se dieron instrucciones para comenzar la reconstrucción en 1842. 
A finales del siglo XIX, los habitantes se ganaban la vida principalmente con la producción de sebo, velas, cuero y cerámica. 

### SigloXX
Durante la Primera Guerra Mundial los judíos fueron expulsados de la ciudad. 
En 1917, los bolcheviques cerraron el monasterio y lo utilizaron como cuartel durante la Segunda Guerra Mundial. 
Durante la Segunda Guerra Mundial la ciudad fue ocupada por los alemanes. En agosto de 1943, estallaron combates alrededor de la ciudad como parte de la ofensiva Bélgorod-Járkov del Ejército Rojo. 
Después de la guerra, los edificios del monasterio fueron demolidos para obtener materiales de construcción; sólo la torre de la iglesia sobrevivió a la era soviética. Durante la Guerra Fría, se construyó una base de lanzamiento de misiles en Ojtirka, que también contaba con un aeródromo militar.

### SigloXXI
A principios de 2002, el monasterio, bajo el control de la Iglesia ortodoxa rusa, fue reconstruido.
Al comienzo de la invasión rusa de Ucrania, Ojtirka fue bombardeada por tropas rusas con municiones de racimo el 25 de febrero de 2022: un hospital y una guardería fueron atacados, matando a tres civiles, entre ellos un niño. Posteriormente, el número de muertos aumentó a siete, incluidos dos niños. Un día después, una instalación militar fue bombardeada, dejando al menos 70 muertos. El 8 de marzo de 2022, el edificio del ayuntamiento fue destruido por un ataque aéreo, mientras que otros edificios en el centro de la ciudad resultaron dañados. Sin embargo, los atacantes rusos no lograron conquistar completamente la ciudad, por lo que el 24 de marzo de 2022, la ciudad fue declarada ciudad heroica y dos semanas después toda la región fue liberada. La central térmica también sufrió graves daños a principios de marzo, donde hubo al menos cinco muertos. Además, el edificio de la estación quedó completamente destruido y tuvo que ser demolido.

## Demografía
La evolución de la población de Ojtyirka entre 1864 y 2022 fue la siguiente:
| 17 411                                                        | 22 030 | 23 399 | 6233 | 45 785 | 50 726 | 50 399 | 49 599 | 49 349 | 4481 | 4437 | 46 660 |
| (Fuente: Cities & Towns of Ukraine y UKRAINE: Größere Städte) |        |        |      |        |        |        |        |        |      |      |        |

Según el censo de 2001, el 87,92% de la población son ucranianos y el 8,24% son rusos. En cuanto al idioma, la lengua materna de la mayoría de los habitantes, el 87,09%, es el ucraniano; del 9,97% es el ruso. En el censo de 1897, el 89,1% de la población eran ucranianos; el 11,1%, rusos; el 0,7%, judíos; y 0,3% tanto polacos como tártaros.

## Economía
La industria de la construcción de máquinas es especialmente importante desde el punto de vista económico. Las industrias ligera y alimentaria también desempeñan un papel. Cerca de la ciudad se extraen petróleo y gas. 

## Infraestructura

### Arquitectura, monumentos y lugares de interés
La catedral de la Madre de Dios fue construida entre 1753 y 1762. Fue atribuida en el pasado a Bartolomeo Rastrelli, aunque en la actualidad se cree que fue obra de Dmitri Ujtomski, en colaboración con Stepán Dudinski. Es uno de los edificios más destacados del barroco ucraniano, con elementos de la capital imperial. El interior está decorado con pilastras jónicas y pinturas. Sufrió daños durante la Gran Guerra Patria. Las restauraciones comenzaron entre 1970 y 1972, pero se completaron solo después del colapso de la URSS. La construcción es única en su solución tridimensional y no hay otra igual en la arquitectura barroca ucraniana.
Cerca se encuentra la Iglesia de la Natividad, de 1825, que se parece más a un palacio que a una iglesia. El campanario de la catedral fue construido en tres niveles y adornado con una estatua en 1783.

### Transporte
Ojtirka se encuentra en la carretera regional P-17 entre Poltava y Sumy, y en las carreteras territoriales T-21-06 y T-17-05. Existe una conexión con la línea ferroviaria entre Járkov y Sumy a través de un ramal.

## Deporte
El equipo de fútbol de Ojtirka es el FC Naftovyk-Ukrnafta, que juega en la Primera Liga de Ucrania.

## Personas importantes
- Mijaíl Artsibáshev (1878-1927): escritor ruso, uno de los principales exponentes del naturalismo.
- Aleksandr Nikitin (1952): ex oficial de submarinos e inspector de seguridad nuclear ruso convertido en ambientalista.
- Tetiana Holóvchenko (1980): corredora ucraniana de media y larga distancia, especializada en 1500 y 3000 metros.

## Galería

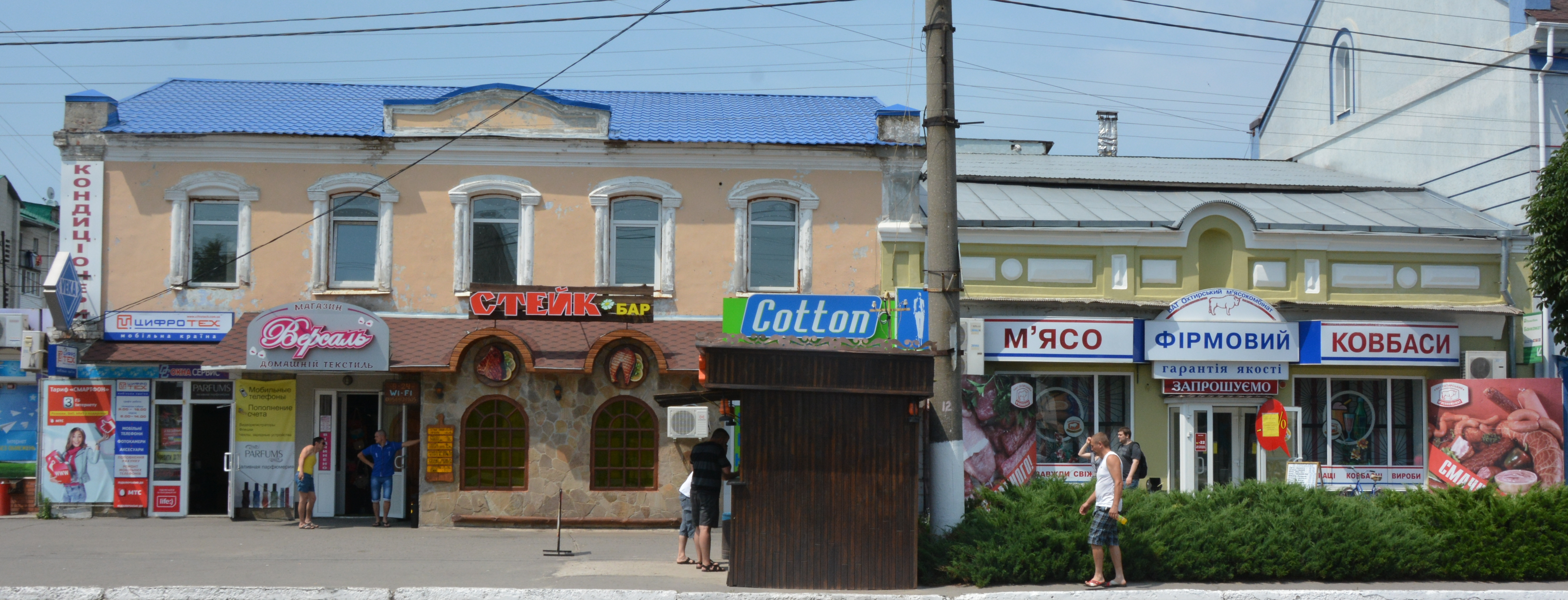
Calle Zhovtneva
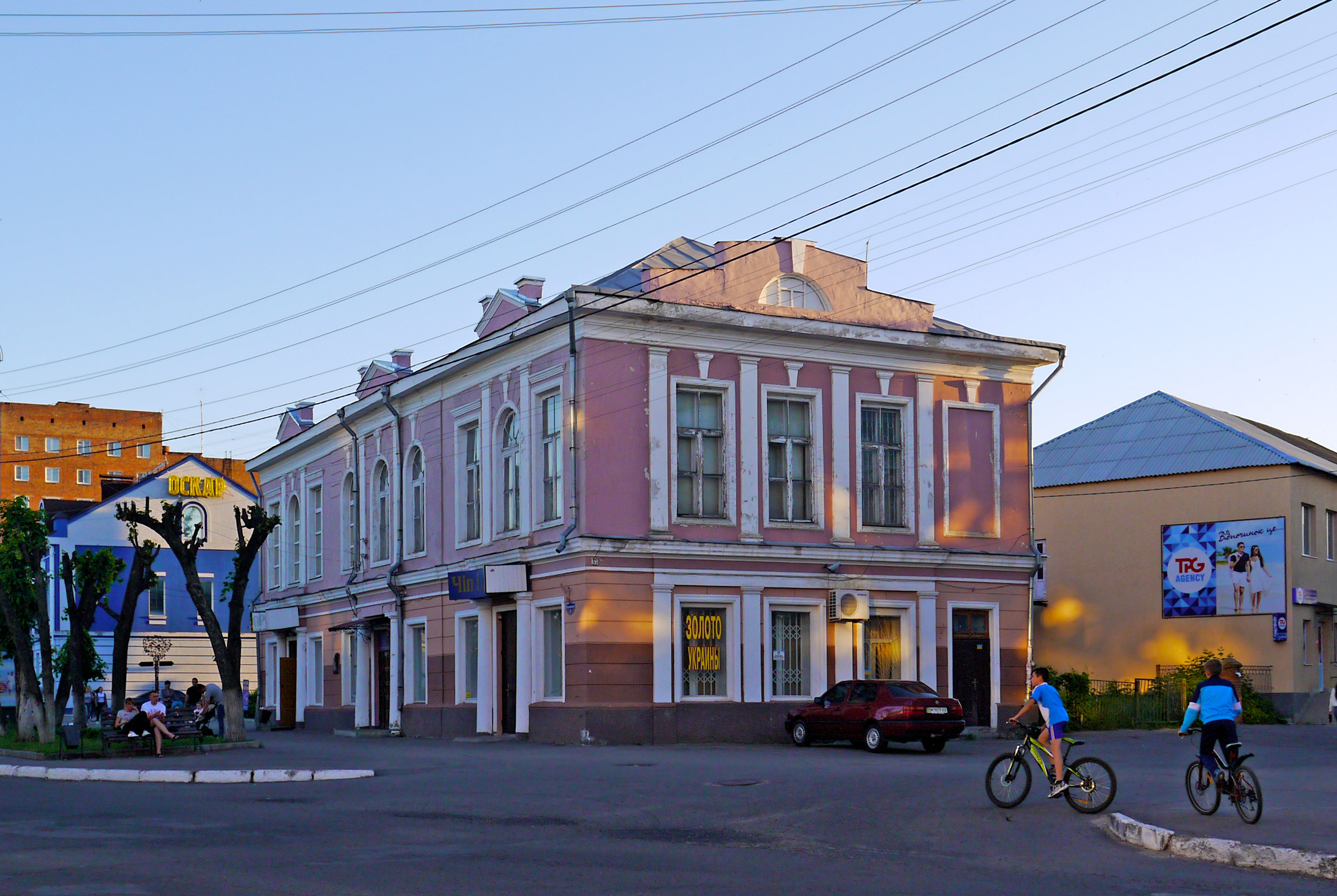
Museo de historia local
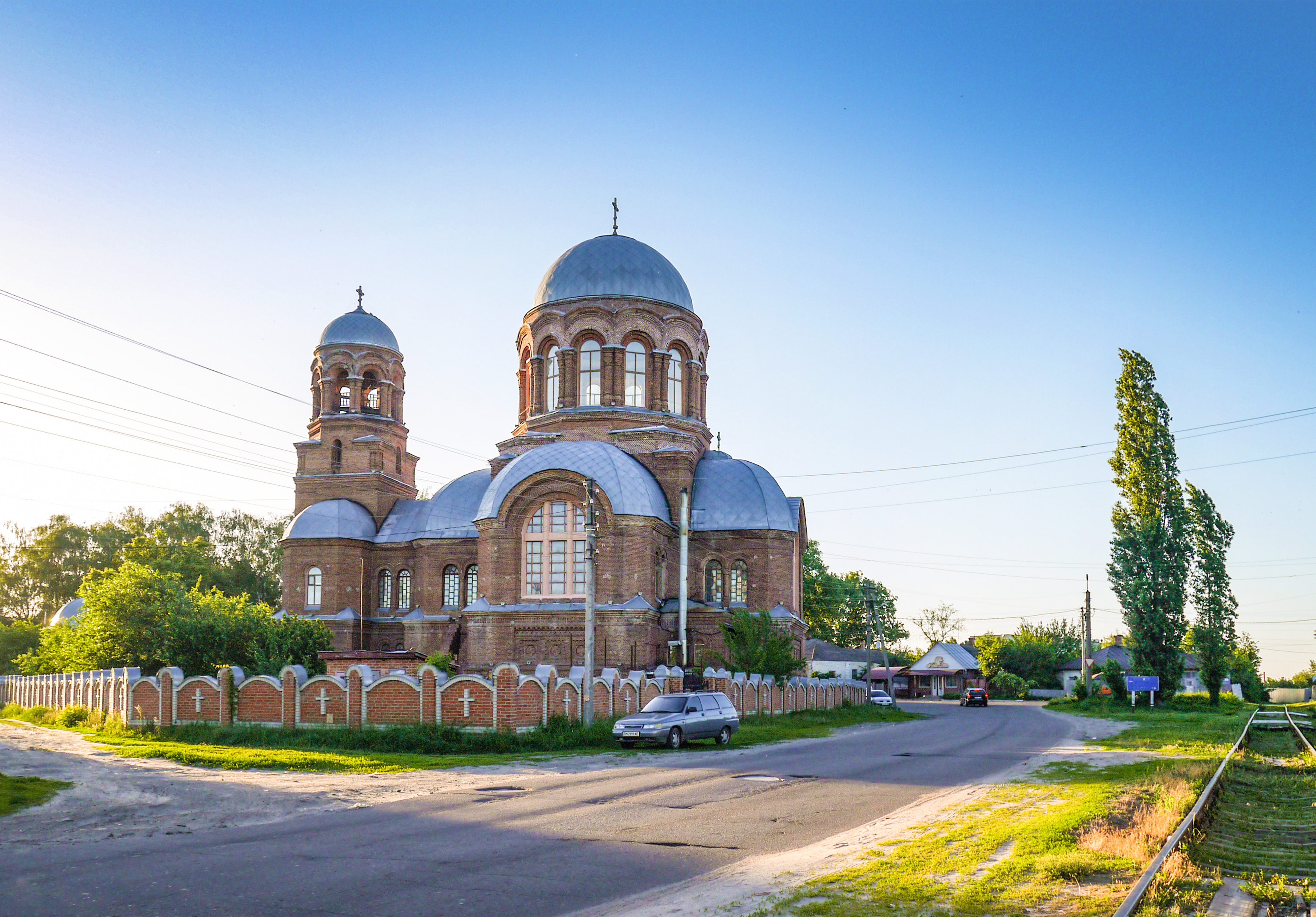
Iglesia de San Jorge de Ojtirka
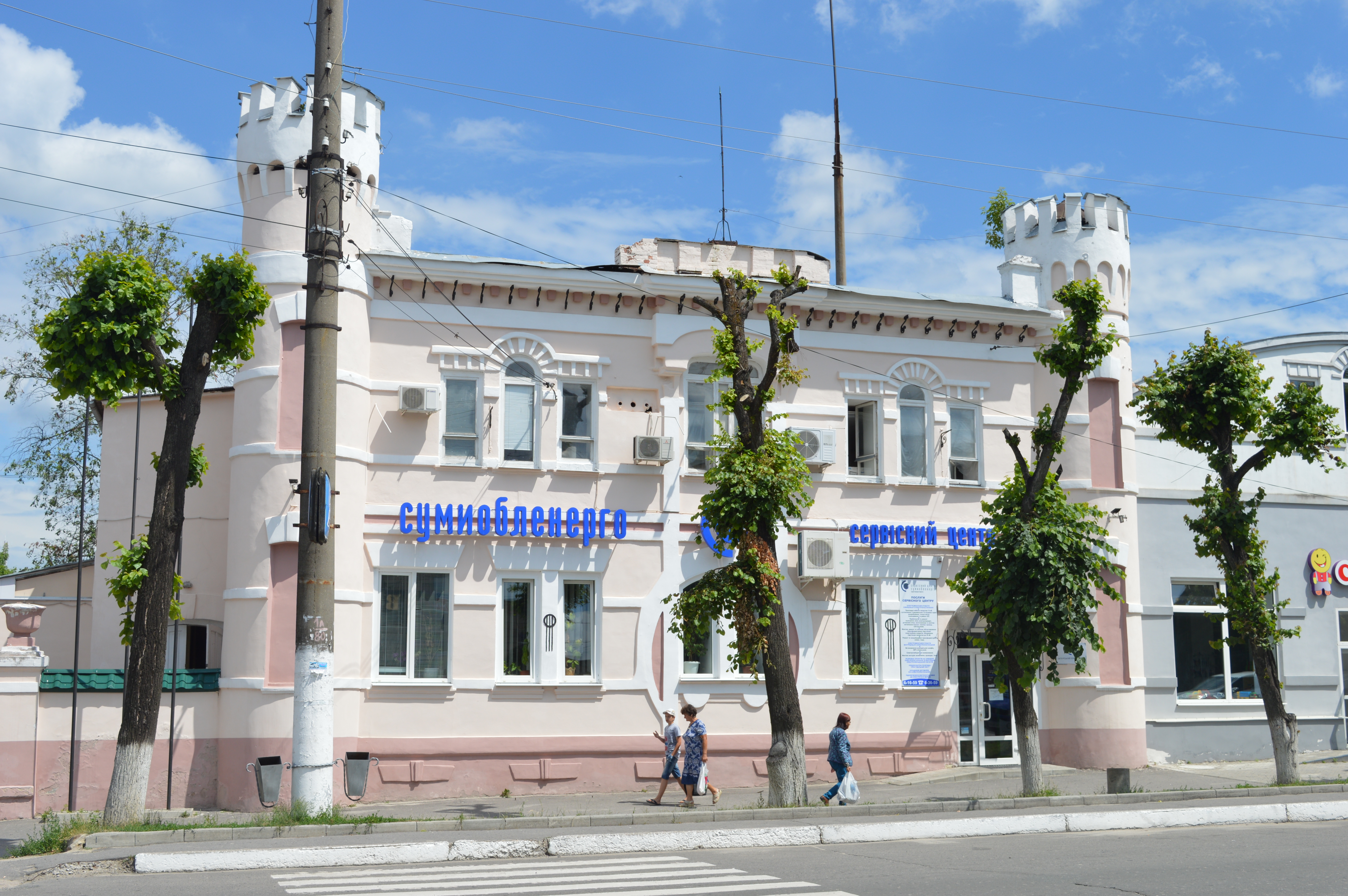
Planta eléctrica
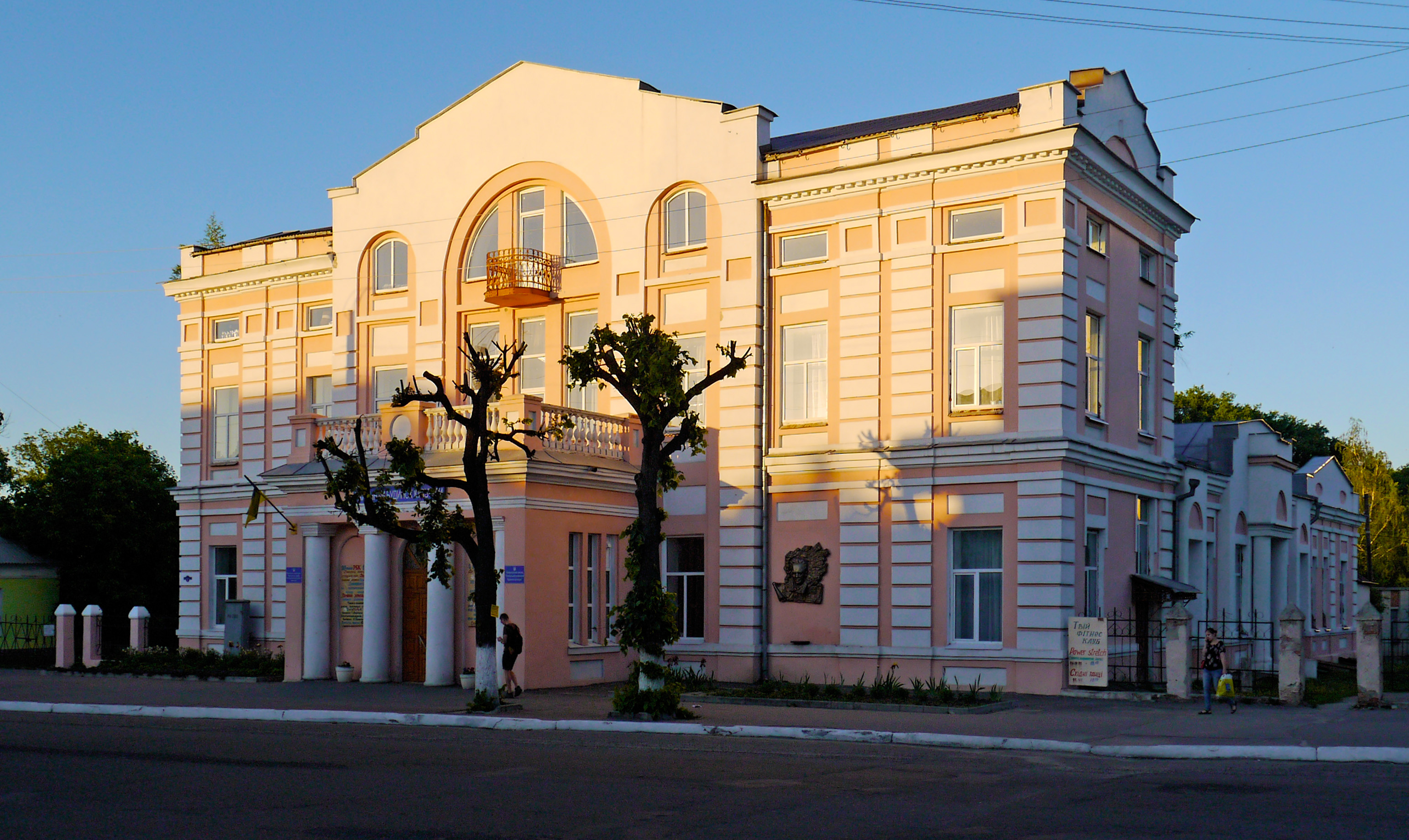
Casa de la Cultura de Ojtirka

## Ciudades hermanadas
- Boldești-Scăeni, Rumania.